# Túnel de la Calle Rutgers
El túnel de la Calle Rutgers transporta a los trenes del servicio F del metro de la ciudad de Nueva York bajo el East River entre la estación East Broadway en Manhattan, Nueva York en la estación de la Calle York en Brooklyn, Nueva York.  El túnel y la estación de la Calle York en Brooklyn empezó a operar el 9 de abril de 1936